# Gonzalo Barroilhet
Gonzalo Barroilhet, född 19 augusti 1986, är en friidrottare från Chile. Han deltog vid olympiska sommarspelen 2008.